# 아키디아누스 인페르누스
아키디아누스 인페르누스는 아키디아누스속에 속하는 한 종이다.